# Hylesia minasia
Hylesia minasia är en fjärilsart som beskrevs av William Schaus 1921. Hylesia minasia ingår i släktet Hylesia och familjen påfågelsspinnare. Inga underarter finns listade i Catalogue of Life.